# InShared
InShared is een merk van Achmea Schadeverzekeringen N.V. en is begin 2009 opgericht. De verzekeraar heeft de slogan 'We All Benefit' en onderscheidt zich door een jaarbeloning uit te keren als er minder schade wordt geclaimd dan daarvoor gereserveerd was. In 2009 werd 8% uitgekeerd, in 2010 6%, in 2011 werd er meer schade uitgekeerd dan er premie was ontvangen en was er geen jaarbeloning. De laatste jaren is er wel uitgekeerd met een recordbedrag in 2020 ten tijde van Corona (minder verkeer en minder ongelukken). De verzekeraar neemt 20% van de inkomsten om het bedrijf te runnen.

## Producten en diensten
- Brommerverzekering
- Woonverzekering
- Aansprakelijkheidsverzekering
- Reisverzekering
- Caravanverzekering
- Ongevallenverzekering
- Rechtsbijstandverzekering
- Motorverzekering
- Autoverzekering
- Dierenverzekering
- Fietsverzekering